# ديف ماكلاين
ديف ماكلاين (بالإنجليزية: Dave McClain)‏ هو طبال وموسيقي أمريكي، ولد في 24 أكتوبر 1965 في فيسبادن في ألمانيا.

## وصلات خارجية
- ديف ماكلاين على موقع ميوزك برينز (الإنجليزية)
- ديف ماكلاين على موقع أول ميوزيك (الإنجليزية)
- ديف ماكلاين على موقع ديسكوغز (الإنجليزية)